# Atena (hrabianka Monpezat)
Atena Glücksburg (duń. Athena Marguerite Françoise Marie; ur. 24 stycznia 2012 w Kopenhadze) – hrabianka Monpezat, wnuczka królowej Danii, Małgorzaty II. Jest czwartym dzieckiem księcia Danii, Joachima Glücksburga, oraz drugim dzieckiem jego drugiej żony, Marii Cavallier. Obecnie zajmuje dziewiąte miejsce w linii sukcesji do duńskiego tronu – za swoim starszym bratem, Henrykiem, a przed swoją ciotką – Benedyktą.

## Życiorys
Urodziła się 24 stycznia 2012 roku w Kopenhadze jako czwarte dziecko księcia Danii, Joachima Glücksburga, oraz drugie dziecko jego drugiej żony, Marii Cavallier.
Została ochrzczona 20 maja 2012 roku w Kopenhadze przez biskupa Erika Normana Svendsena. Jej rodzicami chrzestnymi zostali: Gregory Grandet, Edouard Cavallier, Carina Axelsson, Julie Mirabaud, Diego de Lavandeyra i Henriete Steenstrup.
28 września 2022 roku ogłoszono, że od początku następnego roku Atena straci swoje prawo do posługiwania się tytułem Jej Wysokości księżniczki Danii. Zamiast tego będzie nazywana Jej Ekscelencją hrabianką Monpezat. Decyzja królowej Małgorzaty II w tym zakresie była podyktowana jej chęcią „stworzenia ramy, dzięki której czwórka (jej) wnucząt będzie mogła w znacznie większym stopniu kształtować własne życie”. Spotkało się to jednak z dość ostrą reakcją pierwszej żony księcia Joachima – Aleksandry Manley – która stwierdziła, że decyzja była „jak grom z jasnego nieba” i spowodowała, że dzieci poczuły się „wykluczone” i „nie mogą zrozumieć, dlaczego odbiera im się ich tożsamość”. W odpowiedzi na to rzeczniczka rodziny królewskiej, Lene Balleby, poinformowała, że debata nad odebraniem tytułów książęcych dzieciom księcia Joachima trwała od maja 2022 roku, a sam książę „był zaangażowany i w pełni informowany na każdym etapie tego procesu”.

## Tytulatura
24 stycznia 2012 – 1 stycznia 2023: Jej Wysokość księżniczka Atena, hrabianka Monpezat
od 1 stycznia 2023: Jej Ekscelencja Atena, hrabianka Monpezat